# Municipio de Waubay
El municipio de Waubay (en inglés: Waubay Township) es un municipio ubicado en el condado de Day en el estado estadounidense de Dakota del Sur. En el año 2010 tenía una población de 462 habitantes y una densidad poblacional de 2,99 personas por km².

## Geografía
El municipio de Waubay se encuentra ubicado en las coordenadas 45°23′34″N 97°17′51″O / 45.39278, -97.29750. Según la Oficina del Censo de los Estados Unidos, el municipio tiene una superficie total de 154.65 km², de la cual 119,38 km² corresponden a tierra firme y (22,8 %) 35,27 km² es agua.

## Demografía
Según el censo de 2010, había 462 personas residiendo en el municipio de Waubay. La densidad de población era de 2,99 hab./km². De los 462 habitantes, el municipio de Waubay estaba compuesto por el 37,23 % blancos, el 56,71 % eran amerindios, el 0,22 % eran asiáticos y el 5,84 % eran de una mezcla de razas. Del total de la población el 0,43 % eran hispanos o latinos de cualquier raza.